# Thetidia euryrithra
Thetidia euryrithra är en fjärilsart som beskrevs av Louis Beethoven Prout 1935. Thetidia euryrithra ingår i släktet Thetidia och familjen mätare, Geometridae. Inga underarter finns listade i Catalogue of Life.